# Bertrand Edmond Rochereau de La Sablière
Bertrand Edmond Rochereau de La Sablière (* 9. Juli 1903 in Levallois-Perret; † 1987) war ein französischer Diplomat.

## Leben
Bertrand Edmond Rochereau de la Sablière war der Sohn von Suzanne Louvet und Eugène Rochereau de La Sablière.
Er heiratete am 27. Juni 1942 Blanche de Bonrepos.
Ihre Kinder sind Diane, Marie Laurence und Jean-Marc de La Sablière
Von 18. Mai 1957 bis 12. Oktober 1959 war er Botschafter in Asunción.
Von 5. Mai 1959 bis 11. August 1965 war er Botschafter in Bogotá.
Von 11. September 1965 bis 9. Oktober 1968 war er Botschafter in Tel Aviv.
| Vorgänger                  | Amt                                              | Nachfolger     |
| -------------------------- | ------------------------------------------------ | -------------- |
| Maurice Chayet             | Französischer Botschafter in Paraguay 1957–1959  | Pierre Négrier |
| Henri Ingrand              | Französischer Botschafter in Kolumbien 1959–1965 | Robert Valeur  |
| Jean Adolphe Bourdeillette | Französischer Botschafter in Israel 1965–1968    | Francis Huré   |